# Le Chemin de la fortune
Le Chemin de la fortune ou le Saut du fossé est une comédie en un acte et en prose publiée en 1714 par Marivaux dans Le Cabinet du philosophe.
On ne sait pas si Marivaux a essayé de faire jouer ce petit acte spirituel et piquant par le dialogue, qui figure tout à côté du chapitre sur le « Je ne sais quoi » dans Le Cabinet du philosophe, mais rien n’indique qu’il ait jamais paru sur un théâtre.

## Personnages
- Lucidor.
- La Verdure.
- Le Scrupule.
- Une Dame.
- Une Suivante.
- Clarice.

## L’intrigue
La scène représente le splendide palais de la déesse. Tout le monde voudrait bien y entrer ; mais on n’y arrive qu’en sautant un fossé, et, pour le franchir, il faut faire l’abandon de tous ses bons sentiments. Ces sentiments, reniés par ceux qui ont sauté, sont représentés par une série de tombeaux ornés d’inscriptions : « Ci-gît la Fidélité d’un ami », « la Parole d’un Normand », « la Morale d’un philosophe », « le Désintéressement d’un druide », « l’Innocence d’une jeune fille », « le Soin que sa mère avait de la garder, et en même temps la Peine qu’elles avaient à vivre ». Lucidor, un chevalier en assez mauvais équipage, et la Verdure, un paysan, voudraient bien sauter, mais le Scrupule les arrête. Cependant, la Verdure est presque décidé. Une dame s’avance : c’est la Cupidité ; elle les engage à sauter le fossé, et se moque d’eux parce qu’ils espèrent arriver au palais de la Fortune par le chemin de l’Honneur, qui tourne le dos au palais de la déesse. La déesse apparaît sur son trône et donne audience à ceux qui se présentent. Une pauvre jeune femme s’avance. Elle pourrait avoir des adorateurs à foison, mais elle demande un mari capable de lui faire une position convenable. La Fortune lui répond qu’elle court après l’impossible et la congédie. La Verdure s’approche. C’est un enfant trouvé ; la Fortune aime ces êtres-là et lui fait bon accueil. Il raconte qu’on a voulu lui faire épouser, moyennant finance, une jeune fille compromise, il a refusé ; la Fortune le chasse. Vient ensuite M. Rondelet, un garçon de joyeuse humeur, qui chante, se met à l’aise et tutoie la Fortune. Il saute le fossé sans scrupule ni hésitation et devient le favori de la déesse. Un bel esprit survient à son tour ; il offre des vers, de la prose, des dédicaces. La Fortune s’endort en l’écoutant, et quand elle se réveille, elle le congédie. Peut-être l’accueillerait-elle s’il savait faire des chansons et des vers orduriers. Le chevalier Lucidor revient ; c’est un honnête homme. — Qu’il saute, dit la Fortune ; il refuse. Elle n’admet que ceux qui n’ont pas de scrupules. Elle lève la séance et s’en va à l’Opéra-Comique.